# یاس چمن (بردسیر)
یاس چمن (بردسیر)، روستایی از توابع بخش لاله‌زار شهرستان بردسیر در استان کرمان ایران است. در این روستا اکثریت خانواده‌ها با فامیل شریفی نژاد و حسن پور زندگی می‌کنند. این روستا در مناطق کوهستانی استان کرمان واقع شده است که یکی از سردترین نقاط استان کرمان است و در گذشته به اسم گدارکفنوئیه و سرگدار معروف بوده است. چشمه‌‌ها آب این روستا منشاء آب دهستان قلعه‌عسگر هستند که در رودخانه کاروان‌سرا تجمیع می‌شوند و به سمت دهستان قلعه‌عسگر حرکت می‌کند. چمن طبیعی با نام چمن‌بزرگ دارای مساحتی دوبرابر چمن ورزشگاه آزادی از جاذبه‌ها گردشگری این روستا است.

## جمعیت
این روستا در دهستان قلعه عسگر قرار دارد و براساس سرشماری مرکز آمار ایران در سال ۱۳۸۵، جمعیت آن ۱۵۲ نفر (۲۸خانوار) بوده‌است.